# Neonauclea gageana
Neonauclea gageana är en måreväxtart som först beskrevs av George King, och fick sitt nu gällande namn av Elmer Drew Merrill. Neonauclea gageana ingår i släktet Neonauclea och familjen måreväxter. IUCN kategoriserar arten globalt som akut hotad.
Artens utbredningsområde är Andamanerna. Inga underarter finns listade i Catalogue of Life.